# Joe Cronin
Joseph Edward Cronin (San Francisco, 12 ottobre 1906 – Osterville, 7 settembre 1984) è stato un giocatore di baseball e allenatore di baseball statunitense di ruolo interbase nella Major League Baseball (MLB). È stato introdotto nella National Baseball Hall of Fame nel 1956.

## Carriera
Nel corso della carriera, Cronin fu un esterno, un manager, un general manager e servì anche come presidente della American League (AL) per 14 anni. Nel corso dei vent'anni da giocatore, giocò dal 1926 al 45 per tre differenti squadre: i Pittsburgh Pirates, i Washington Senators e soprattutto i Boston Red Sox. In carriera batté con una media del .300 o superiore per otto volte e batté 100 o più punti battuti a casa per altre otto. Fu il primo giocatore dell'American League a venire convocato per l'All-Star Game con due diverse squadre. Come allenatore ebbe un bilancio di 1.236–1.055, vincendo due volte la American League (nel 1933 e 1946). Nel 1933 coi Senators perse le World Series con i New York Giants, mentre coi Boston Red Sox nel 1946 fu sconfitto dai St. Louis Cardinals.

## Palmarès
- MLB All-Star: 7

1933–1935, 1937–1939, 1941
- Numero 4 ritirato dai Boston Red Sox